# USS Sable (IX-81)
«IX-81 Сэйбл» (англ. IX-81 Sable ("Соболь")— учебный авианосец военно-морских сил США в годы Второй Мировой Войны. Вместе с аналогичным кораблем USS Wolverine ("Россомаха")(IX-64), являлся одним из двух когда-либо созданных пресноводных авианосцев и авианосцев, оснащенных гребными колесами. Был перестроен из колесного парома Greater Buffalo на озере Мичиган. Всю свою карьеру провел на Великих Озёрах, используясь для обучения летчиков авианосной авиации США взлетно-посадочным операциям. Одним из пилотов, прошедших подготовку на борту авианосца был будущий 41-й президент США Джордж Буш-старший. Списан 7 ноября 1945, продан на слом в 1948 году.

## История
После начала Второй Мировой Войны, ВМФ США испытывал серьёзнейшую потребность в большом количестве пилотов для палубных самолётов. Развернутая программа массового строительства авианосцев — 26 тяжелых типа «Эссекс», 9 легких авианосцев типа «Индепенденс» и, как предполагалось, около сотни эскортных авианосцев типа «Касабланка» (достроено 50) — требовала подготовить тысячи и тысячи пилотов, умеющих летать с палуб. В то же время, тяжелые потери в войне на Тихом Океане не позволяли выделить какой-то из оставшихся авианосцев в качестве учебного.
Чтобы выйти из положения, и не задерживать необходимые флоту корабли на учебных заданиях, инженеры ВМФ предложили перестроить несколько крупных немореходных транспортных судов в специализированные учебные авианосцы. Подобная перестройка стоила бы весьма дёшево и не требовала бы задействования необходимых флоту боевых или мореходных транспортных единиц.
Одним из выбранных для перестройки кораблей был колесный паром Greater Buffalo, служивший на озере Мичиган. Построенный в 1924 году, паром предназначался для туристических пассажирских рейсов, имел водоизмещение около 7863 тонн и длину порядка 158 метров. В действие его приводила 3-цилиндровая паровая машина.
Ввиду немореходности, паром не представлял интереса для транспортного флота США. Поэтому его переделка в учебный авианосец не вызвала каких-либо споров.

## Конструкция
Перестройка Greater Buffalo была сравнительно несложной операцией. С бывшего парома были срезаны надстройки, а дымовая труба смещена к правому борту, где был смонтирован небольшой «остров».
Поверх основной палубы была установлена на специальных подкреплениях стальная летная палуба длиной до 163 метров (в отличие от USS Wolverine (IX-64), на котором летная палуба была деревянной). Ангара не было, так как авианосец предназначался только для учебных операций и всегда оперировал в спокойных водах Великих Озёр. Также на корабле не устанавливалось никакого вооружения.
Силовая установка была оставлена в целости, сделав «Sable» одним из двух уникальных колесных авианосцев.

## Боевая служба
Корабль был реквизирован флотом в августе 1942 года как «вспомогательная единица». 19 сентября 1942, бывший Greater Buffalo получил новое имя Sable, и был поставлен на верфь American Shipbuilding Company, в г. Буффало, штат Нью-Йорк. Реконструкция продолжалась до мая 1943 года, когда корабль официально вступил в строй как учебная единица.
22 мая, авианосец оставил Буффало, и перешел в свой порт приписки в Чикаго. С 26 мая 1943 года, он и его собрат Wolverine были приписаны к 9th Naval District Carrier Qualification Training Unit. В течение всей войны, авианосцы выполняли функцию учебных кораблей морской авиации. На их палубах пилоты отрабатывали взлетно-посадочные операции для движущегося корабля, которые нельзя было воспроизвести адекватно на наземных аэродромах.
С палубы «Sable» оперировали учебные версии Grumman F6F Hellcat,Chance Vought F4U Corsair, Douglas SBD Dauntless и Grumman TBF Avenger. В 1944 году корабль также использовался для испытаний беспилотных ударных самолетов Interstate TDR.
За время эксплуатации «Sable», на его палубе была совершена 51000 взлетно-посадочных операций. В сумме, два колесных авианосца подготовили вместе 17820 пилотов морской авиации США, создав основу мощнейшего авианосного флота.
После окончания Второй Мировой Войны необходимость в подготовленных летчиках морской авиации резко снизилась: помимо этого, старые учебные авианосцы не могли удовлетворять требованиям поступивших на вооружение реактивных самолетов. 7 ноября 1945 года «Sable» был списан и помещен в резерв. Продан на слом 7 июля 1948 года.